# D. Sulistiarini
Diah Sulistiarini  (o Diah Sulistiarini Rugayah) ( 1955 - ) es un botánico y explorador indonesio. Se ha especializado en la taxonomía de la familia de las orquídeas locales. Pertenece al personal científico del "Instituto Puslit de Biología de Bangkok.

## Algunas publicaciones
- Rahayu, M; N Rugayah ; D Sulistiarini ; N Purwaningsih ; N Sudaryanti ; N Mulyadi ; S Purwaningsih ; N Sunardi; M Amir; N Suparno. 2003. Keanekaragaman Dan Pengungkapan Potensi Biota Di Pulau Wowonii, Sulawesi Tenggara. Laporan Perjalanan Dok 2.1: 85: 85-115
- Sulistiarini, D. 1999. Populasi Anggrek Phalaenopsis violacea di Ulu Talo dan Dipodium scandens di Rejang Lebong, Bengkulu dan Konservasinya (Población de Phalaenopsis violacea en Ulu Talo & Dipodium scandens en Rejang Lebong, Bengkulu & su conservación). Pusn Penelitian Bio. p. 187 - 189
- Sulistiarini, D. 1997. Hubungan kekerabatan jenis-jenis Adenoncos di Malesia (Relaciones de Adenoncoc en Malasia). Proc. III Seminar Nas.Bil. XV Universitas Lampung, 1997 : p. 1346 - 1349
- Gandwidjaja, D.; D Sulistiarini Rugayah; FI Windadri; S Sunarti; T Djarwaningsih; H Wiriadinata; RE Nasoetion; DSH Hoesen; NSW Utami Hartutiningsih; SB Sulianti. 1994. Pendataan Tumbuhan Langka Indonesia (Estudio de plantas raras de Indonesia). Ed. Proyek Litbang Sumber Daya Hayati, Puslitbang Biologi - LIPI 4 de abril de 1994 : 61-70
- Sulistiarini, D. 1988. The Orchid genus Luisia in Indonesia. Ed. Herbarium Bogoriense. Bogor, Indonesia. Reinwardtia: 10 (4): 383-398

- La abreviatura «Sulist.» se emplea para indicar a D. Sulistiarini como autoridad en la descripción y clasificación científica de los vegetales.[1]

Publica habitualmente sus identificaciones y clasificaciones de nuevas especies en Floribunda.